# العلاقات النيجيرية الميكرونيسية
العلاقات النيجيرية الميكرونيسية هي العلاقات الثنائية التي تجمع بين نيجيريا وولايات ميكرونيسيا المتحدة.

## مقارنة بين البلدين
هذه مقارنة عامة ومرجعية للدولتين:
| وجه المقارنة                                              | نيجيريا                     | ولايات ميكرونيسيا المتحدة |
| --------------------------------------------------------- | --------------------------- | ------------------------- |
| المساحة (كم2)                                             | 923.77 ألف                  | 702                       |
| عدد السكان (نسمة)                                         | 190.89 مليون                | 105.54 ألف                |
| الكثافة السكانية (ن./كم²)                                 | 206.64                      | 15.03 ألف                 |
| العاصمة                                                   | أبوجا، لاغوس                | باليكير                   |
| اللغة الرسمية                                             | لغة إنجليزية، اللغة اليوربا | لغة إنجليزية              |
| العملة                                                    | نيرة نيجيرية                | دولار أمريكي              |
| الناتج المحلي الإجمالي (بليون دولار)                      | 375.77 مليار                | 336.43 مليون              |
| الناتج المحلي الإجمالي (تعادل القوة الشرائية) بليون دولار | 1.09 تريليون                | 365.27 مليون              |
| الناتج المحلي الإجمالي الاسمي للفرد دولار أمريكي          | 2.64 ألف                    | 3.02 ألف                  |
| الناتج المحلي الإجمالي للفرد دولار أمريكي                 | 5.91 ألف                    |                           |
| مؤشر التنمية البشرية                                      | 0.514                       | 0.640                     |
| رمز المكالمات الدولي                                      | +234                        | +691                      |
| رمز الإنترنت                                              | .ng                         | .fm                       |
| المنطقة الزمنية                                           | ت ع م+01:00                 |                           |

## منظمات دولية مشتركة
يشترك البلدان في عضوية مجموعة من المنظمات الدولية، منها:
| علم المنظمة | اسم المنظمة                                 | تاريخ انضمام نيجيريا | تاريخ انضمام ولايات ميكرونيسيا المتحدة |
| ----------- | ------------------------------------------- | -------------------- | -------------------------------------- |
|             | منظمة حظر الأسلحة الكيميائية                | ?                    | ?                                      |
|             | البنك الدولي للإنشاء والتعمير               | 30 مارس 1961         | 24 يونيو 1993                          |
|             | المركز الدولي لتسوية المنازعات الاستشارية   | 14 أكتوبر 1966       | 24 يوليو 1993                          |
|             | الأمم المتحدة                               | 7 أكتوبر 1960        | 17 سبتمبر 1991                         |
|             | مجموعة دول أفريقيا والكاريبي والمحيط الهادئ | ?                    | ?                                      |
|             | يونسكو                                      | 14 نوفمبر 1960       | 19 أكتوبر 1999                         |
|             | وكالة ضمان الاستثمار متعدد الأطراف          | 12 أبريل 1988        | 11 أغسطس 1993                          |
|             | مؤسسة التنمية الدولية                       | 14 نوفمبر 1961       | 24 يونيو 1993                          |
|             | مؤسسة التمويل الدولية                       | 30 مارس 1961         | 24 يونيو 1993                          |
|             | الاتحاد الدولي للاتصالات                    | 11 أبريل 1961        | 18 مارس 1993                           |

## وصلات خارجية
- موقع وزارة الخارجية النيجيرية